# Hallowed Be Thy Name
„Hallowed Be Thy Name“ е песен, написана от Стив Харис за албума на Айрън Мейдън „The Number of the Beast“ (1982).
Песента разказва за мислите на човек, който скоро ще бъде изпратен на бесилото. От начало той е ужасен, но после разбира, че не го е страх да умре („...tears they flow but why am I crying, after all I am not afraid of dying“). В последния куплет човекът е екзекутиран и следва дълга инструментална част.
„Hallowed Be Thy Name“ започва с бавно темпо, което впоследствие забързва. Брус Дикинсън показва силата и диапазона на гласа си и в бързото, и в бавното темпо. Първото китарно соло се изпълнява от Дейв Мъри, а второто от Ейдриън Смит. След като Смит напуска групата, второто соло се изпълнява от Яник Герс, който продължава да го свири и след завръщането на Смит. „Hallowed Be The Name“ е една от най-популярните песни на групата и почти винаги е изпълнявана на концертите им.
Песента е издадена като сингъл от лайв албума от 1993 г. „A Real Dead One“ и е включена в „Best of the Beast“.

## Кавъри
Кавъри на песента са правени от:
- 1993 – Ceremonial Oath
- 1996 – Solitude Aeturnus
- 1998 – Cradle of Filth
- 2001 – Silent Eye
- 2002 – Iced Earth
- 2002 – Дрийм Тиътър
- 2005 – The Iron Maidens
- 2006 – Take Cover
- 2007 – Brown Brigade
- 2008 – Machine Head (Maiden Heaven: A Tribute to Iron Maiden)

## Състав
- Брус Дикинсън – вокал
- Дейв Мъри – китара
- Ейдриън Смит – китара (в записа от албумът)
- Яник Герс – китара (в лайф версията)
- Стив Харис – бас
- Нико Макбрейн – барабани

|  | Тази страница частично или изцяло представлява превод на страницата Hallowed Be Thy Name в Уикипедия на английски. Оригиналният текст, както и този превод, са защитени от Лиценза „Криейтив Комънс – Признание – Споделяне на споделеното“, а за съдържание, създадено преди юни 2009 година – от Лиценза за свободна документация на ГНУ. Прегледайте историята на редакциите на оригиналната страница, както и на преводната страница, за да видите списъка на съавторите. ВАЖНО: Този шаблон се отнася единствено до авторските права върху съдържанието на статията. Добавянето му не отменя изискването да се посочват конкретни източници на твърденията, които да бъдат благонадеждни. |